# Рамонов, Хаджисмет Гагиевич
Хаджисмет Гагиевич Рамо́нов (1895 год, Ардон, Кавказский край, Российская империя — 1919 год) — осетинский общественный деятель, революционер, командир партизанского отряда, руководитель большевистской партийной группы в селе Ардон.
В 1914 году после начала Первой мировой войны Хаджисмет Рамонов был призван на военную службу. После возвращению на родину стал заниматься революционной деятельностью. По его инициативе был создан партизанский отряд. Погиб в 1919 году во время ликвидации контрреволюционного отряда Бигаева.

## Память
- Именем Хаджисмета Рамонова названа улица во Владикавказе.

## Источник
- Кадыков А. Н., Улицы, переулки, площади и проспекты г. Владикавказа: справочник, изд. Респект, Владикавказ, 2010, стр. 306, ISBN 978-5-905066-01-6
- Ларина В. И. «Безумству храбрых поем мы песню...» (Рамонов Х. Г.) // Их именами названы улицы. — Орджоникидзе: Ир, 1979. — С. 127—131.